# Ochodaeus castaneus
Ochodaeus castaneus es una especie de coleóptero de la familia Ochodaeidae.

## Distribución geográfica
Habita en el Congo.